# آرثر كروكس
آرثر كروكس (بالإنجليزية: Arthur Crooks)‏ هو مهندس معماري أمريكي، ولد في 1838، وتوفي في 1888 في نيويورك في الولايات المتحدة.